# Cristina (Brésil)
Pour les articles homonymes, voir Cristina.
Cristina est une municipalité brésilienne située dans l’État de Minas Gerais. Peuplée de 10 214 habitants en 2010, elle est également connue sous le nom de Cidade imperatriz. Baptisée ainsi en l’honneur de l’impératrice Thérèse-Christine de Bourbon-Siciles, épouse de l’empereur Pierre II du Brésil, la ville s’appelait auparavant Espírito Santo dos Cumquibus.